# Denis Albert Xavier Jacquin
 (septembre 2023).
Denis Jacquin, né le 8 avril 1913 à Suzoy (Oise) et mort le 14 août 1990 à Cagnes-sur-Mer (Alpes-Maritimes) est un militaire français, officier des Forces françaises libres.

## Biographie
Denis (Albert Xavier) Jacquin est né le 8 avril 1913 à Suzoy (Oise). Militaire, engagé volontaire dans les Forces françaises libres (FFL) en juillet 1940 en Egypte.
Capitaine du Bataillon d'infanterie de marine et du Pacifique (BIMP), il est présent à la bataille de Bir Hakeim.
Marié à Raymonde Pessin, née le 24 avril 1908 à Villemomble (93), engagée dans les Forces françaises libres en novembre 1940 à Londres comme auxiliaire féminin de l'Armée de terre, devenue lieutenant des FFL.
Son épouse meurt le 14 juin 1973 à Hyères (Var) et lui même meurt le 14 août 1990 à Cagnes-sur-Mer (Alpes-Maritimes).

## Sources
- http://www.francaislibres.net/liste/fiche.php?index=75163&page=1